# Münchner Kammerspiele
Münchner Kammerspiele är en tysk teaterscen i München. Teaterns stora scen, Schauspielhaus, är belägen i Maximilianstrasse.

## Historia

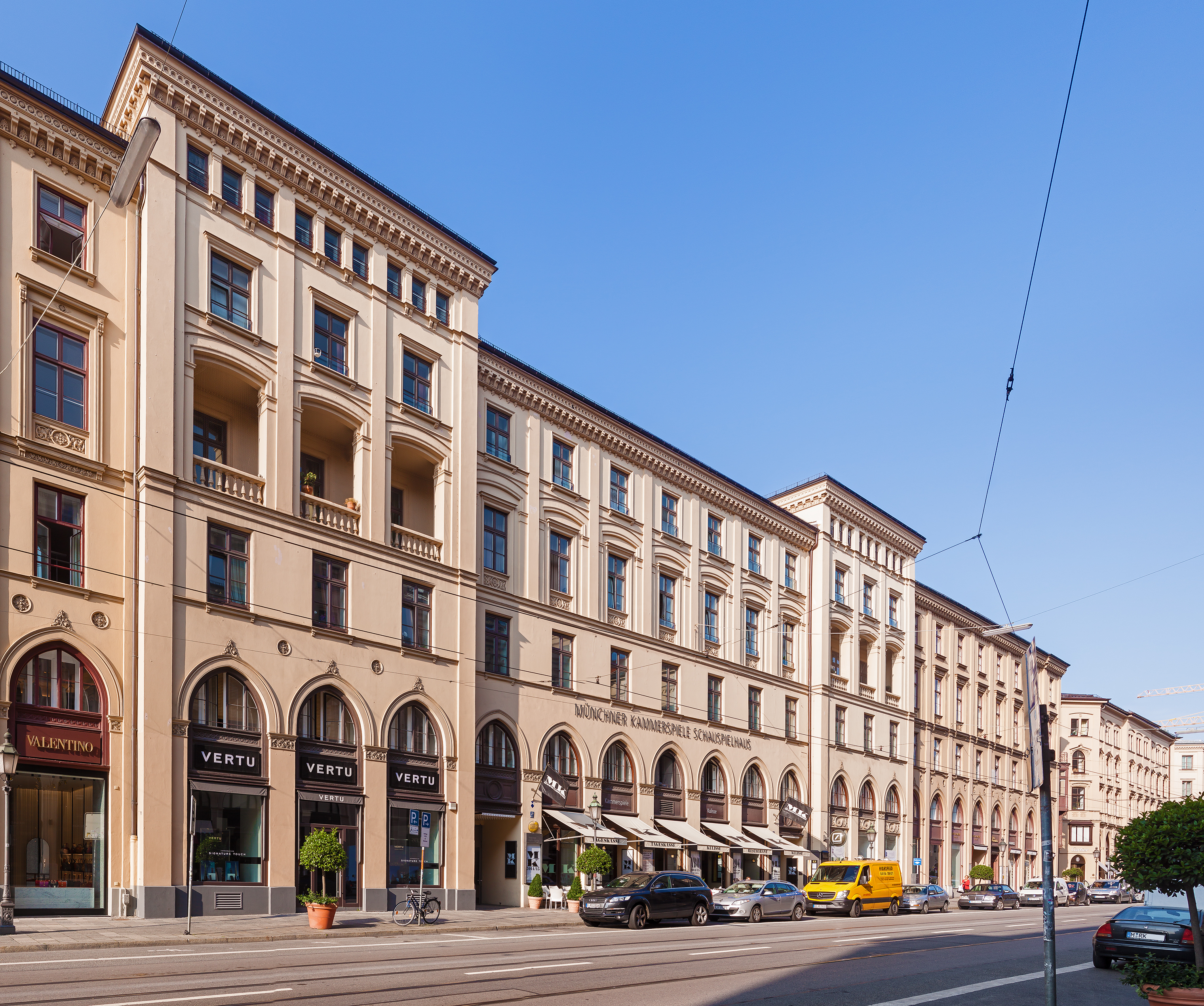
Stora scenen, Schauspielhaus, Maximilianstraße

Münchner Kammerspiele grundades i Schwabing 1906 som privatteater av Erich Ziegel. Under direktören Otto Falckenbergs ledning flyttades verksamheten 1926 till München och redan befintliga scenen Schauspielhaus, en teaterbyggnad i jugendstil anlagd av Richard Riemerschmid och Max Littmann 1901. 1933 blev Münchner Kammerspiele Münchens stadsteater. En sidoscen, Werkraumtheater, tillkom 1961. 2001 öppnade Münchner Kammerspiele en repetitionsteaterscen nära Schauspielhaus.
Münchner Kammerspiele hör sedan 1920-talet till de viktigaste tyska teaterscenerna. Verk av Friedrich Dürrenmatt, Frank Wedekind och Bertolt Brecht har uruppförts på teatern. Framstående skådespelare som Bruno Hübner, Axel von Ambesser, Fritz Kortner, Peter Stein, Franz Xaver Kroetz, Robert Wilson, George Tabori, Erwin Faber, Max Schreck har spelat på dess scener.

## Teaterns direktörer
- Otto Falckenberg, 1917-1944
- Erich Engel, 1945-1947
- Hans Schweikart, 1947-1963
- August Everding, 1963-1973
- Hans-Reinhard Müller, 1973-1983
- Dieter Dorn, 1983-2001
- Frank Baumbauer, 2001-2009
- Johan Simons, 2010-